# 2e étape du Tour d'Espagne 2016
La 2e étape du Tour d'Espagne 2016 s'est déroulée le dimanche 21 août 2016, entre Orense et Baiona.

## Résultats

### Classement de l'étape
| \| Classement de l'étape \| Classement de l'étape \| Classement de l'étape \| Classement de l'étape \| Classement de l'étape \| \| Coureur \| Coureur \| Pays \| Équipe \| Temps \| \| --------------------- \| --------------------- \| --------------------- \| --------------------- \| --------------------- \| \| 1er \| Gianni Meersman \| Belgique \| Etixx-Quick Step \| 4 h 16 min 39 s \| \| 2e \| Michael Schwarzmann \| Allemagne \| Bora-Argon 18 \| + 0 s \| \| 3e \| Magnus Cort Nielsen \| Danemark \| Orica-BikeExchange \| + 0 s \| |                     |           |                    |                 |
| |                     |           |                    |                 |
| Source : ProCyclingStats |                     |           |                    |                 |
| Classement de l'étape |                     |           |                    |                 |
| Coureur | Coureur             | Pays      | Équipe             | Temps           |
| 1er | Gianni Meersman     | Belgique  | Etixx-Quick Step   | 4 h 16 min 39 s |
| 2e | Michael Schwarzmann | Allemagne | Bora-Argon 18      | + 0 s           |
| 3e | Magnus Cort Nielsen | Danemark  | Orica-BikeExchange | + 0 s           |

### Classement général
| \| Classement général \| Classement général \| Classement général \| Classement général \| Classement général \| \| Coureur \| Coureur \| Pays \| Équipe \| Temps \| \| ------------------ \| ------------------ \| ------------------ \| ------------------ \| ------------------ \| \| 1er \| Michał Kwiatkowski \| Pologne \| Team Sky \| 4 h 47 min 16 s \| \| 2e \| José Joaquín Rojas \| Espagne \| Movistar Team \| + 0 s \| \| 3e \| Alejandro Valverde \| Espagne \| Movistar Team \| + 0 s \| |                    |         |               |                 |
| |                    |         |               |                 |
| Source : ProCyclingStats |                    |         |               |                 |
| Classement général |                    |         |               |                 |
| Coureur | Coureur            | Pays    | Équipe        | Temps           |
| 1er | Michał Kwiatkowski | Pologne | Team Sky      | 4 h 47 min 16 s |
| 2e | José Joaquín Rojas | Espagne | Movistar Team | + 0 s           |
| 3e | Alejandro Valverde | Espagne | Movistar Team | + 0 s           |